# El Eucalipto
El Eucalipto o El Eucaliptus es un centro poblado del departamento de Paysandú, en el km 100 de la ruta 26.

## Historia
Originalmente se llamó pueblo "El Peligro". Sus comienzos datan de fines del año 1920. Según el relato colectivo el nombre actual del centro poblado proviene de la antigua estancia "El Eucalipto", en la cual se levantaba un enorme árbol de Eucaliptus. El pueblo está formado por un casco antiguo ubicado al sur de la ruta 26 y un núcleo más moderno al norte de la misma carretera que corresponde a dos complejos de MEVIR inaugurados a fines de los años 80.

## Servicios
El pueblo cuenta con una escuela (N.º 52) y comisaría.
La construcción de viviendas de MEVIR ha contribuido a la mejora de las condiciones de la población.
La Iglesia católica cuenta allí con una capilla inaugurada en 2009.
En 2011 se inauguró un Centro de Atención Ciudadana cuya jurisdicción se extiende entre el río Daymán, el río Queguay Chico y el arroyo Buricayupí y sus principales centros poblados son El Eucalipto, Cañada del Pueblo, Federación, Saca Chispas y Pueblo Zeballos.

## Población
Según el censo de 2023 la localidad contaba con una población de 335 habitantes.
| 145           | 235 | 176 | 214 | 201 | 197 | 335 |
| (Fuente: INE) |     |     |     |     |     |     |

## Actividad económica
La actividad económica de la zona corresponde a la producción agrícola que se distribuye entre plantaciones de cebada, trigo y avena. La ganadería y la forestación, alternan los cultivos.